# Nation crie de Chemawawin
La Nation crie de Chemawawin est une Première Nation crie du Centre du Manitoba au Canada. Elle est principalement composée des ethnies Maškēkowak/Nēhinawak et Asinīskāwiyiniwak. Elle possède deux réserves, Chemawawin 2 et Chemawawin 3, dont Chemawawin 2 est la principale. Elle est signataire du Traité 5.

## Géographie
La Nation crie de Chemawawin possède deux réserves situées dans le Centre du Manitoba : Chemawawin 2 et Chemawawin 3. Chemawawin 2 est la principale réserve de la Première Nation et la plus populeuse. Elle est située sur la rive sud du lac des Cèdres dans la Division No 21. De son côté, Chemawawin 3 est plus grande bien que moins populeuse et est située sur la côte nord-est du lac Winnipegosis dans la Division No 19.

## Annexe